# دانشکده ادبیات فارسی و زبان‌های خارجی دانشگاه تبریز
دانشکدهٔ ادبیات فارسی و زبان‌های خارجی دانشگاه تبریز، یکی از دانشکده‌های زیرمجموعهٔ این دانشگاه است. این دانشکده در اسفند ۱۳۶۷ خورشیدی، پس از تفکیک دانشکدهٔ ادبیات و علوم انسانی به دو دانشکدهٔ مستقل علوم انسانی و اجتماعی و ادبیات فارسی و زبان‌های خارجی تأسیس شد.
اکنون دانشکده ادبیات فارسی و زبانهای خارجی با پنج گروه آموزشی به فعالیتهای آموزشی خود ادامه می‌دهد.
شمار دانشجویان این دانشکده در سال تحصیلی ۸۹–۹۰ ۸۹۵ نفر و شمار اعضای هیئت علمی آن ۴۷ نفر است. دانشکدهٔ ادبیات فارسی و زبان‌های خارجی صاحب دو آزمایشگاه زبان انگلیسی و زبان فرانسه است. همچنین ۳ نشریه به نام‌های «پژوهش زبان‌های خارجی»، «پژوهش‌های فلسفی» و «زبان و ادب فارسی» در این دانشکده منتشر می‌شوند.

## تاریخچه
دانشکده ادبیات فارسی و زبانهای خارجی همزمان با تأسیس دانشگاه تبریز و به عنوان نخستین دانشکده این دانشگاه در سال تحصیلی ۲۷–۱۳۲۶ با عنوان «دانشکده ادبیات و علوم انسانی» تأسیس شد. این دانشکده ابتدا فعالت آموزشی خود را در دو رشته تحصیلی «زبان و ادبیات فارسی» و «تاریخ و جغرافیا» با جذب ۸۴ دانشجو آغاز کرد. دانشکده ادبیات و علوم انسانی در اسفند ماه سال ۱۳۶۷ به دو دانشکده «ادبیات فارسی و زبانهای خارجی» و «علوم انسانی و اجتماعی» تفکیک شد. گفتنی است این دانشکده از سال ۱۳۴۷ در دورهٔ کارشناسی ارشد و از سال ۱۳۵۴ در دورهٔ دکتری به پذیرش دانشجو اقدام می‌کند.

## کتابخانه
کتابخانهٔ دانشکدهٔ ادبیات فارسی و زبان‌های خارجی که به نام استاد سید حسن قاضی طباطبایی موسوم است، در سال ۱۳۲۶ خورشیدی ایجاد شده است. شمار کتاب‌های موجود در این کتابخانه ۳۷٬۸۸۰ جلد است که از این میان ۱۳٬۱۱۳ جلد آن لاتین (فرانسه و انگلیسی) و ۲۴٬۷۶۷ جلد دیگر هم فارسی و عربی هستند. کتابخانهٔ دانشکدهٔ ادبیات فارسی و زبان‌های خارجی همچنین صاحب ۶۹۳ عنوان مجله می‌باشد که از این تعداد ۳۶۰ عنوان آن فارسی و ۳۳۳ عنوان دیگر لاتین هستند.

## گروه‌های آموزشی
دانشکدهٔ ادبیات فارسی و زبان‌های خارجی دانشگاه تبریز هم‌اکنون از پنج گروه آموزشی تشکیل یافته است:
- گروه زبان و ادبیات انگلیسی
- گروه زبان و ادبیات فارسی
- گروه زبان و ادبیات فرانسه
- گروه فرهنگ و زبان‌های باستانی
- گروه فلسفه